# Rävatjärnen (Sävars socken, Västerbotten)
Rävatjärnen är en sjö i Umeå kommun i Västerbotten och ingår i Sävarån-Tavelåns kustområde.